# Ethel D. Allen
Ethel D. Allen, (Filadelfia, 8 de mayo de 1929 - 16 de diciembre de 1981), fue una política y médica republicana afroamericana que sirvió en el gabinete estatal de Pensilvania como secretaria de la Commonwealth.

## Primeros años
Allen nació en Filadelfia, Pensilvania. Estudió en West Virginia State College, donde se especializó en química y biología junto con con una en matemáticas, y luego obtuvo su doctorado en Osteopatía en el Colegio de Medicina Osteopática de Filadelfia en 1963.
Mientras sus padres eran miembros activos en la política demócrata local, Allen eventualmente se convirtió en una voluntaria republicana, trabajando para varias campañas, incluida la de Dwight Eisenhower en 1952. En broma se describiría a sí misma como una «BFR, una republicana negra, una entidad tan rara como un elefante negro e igual de inteligente».

## Carrera profesional
Como un se autodescribió «practicante de guetos», Allen trabajó en circunstancias difíciles y a menudo peligrosas en algunos de los barrios más pobres de Filadelfia. En un momento dado, la llamaron a una visita domiciliaria falsa y se descubrió a sí misma como el blanco de un robo. Cuatro hombres la habían rodeado, con la esperanza de obtener drogas de su bolso médico, pero ella escapó de forma segura después de empuñar su arma y hacer huir a los ladrones.

## Carrera política

### Ayuntamiento de Filadelfia
Allen decidió que la mejor manera para que ella pudiera combatir el crimen que ella veía como doctora en ejercicio era involucrarse más en la política. En 1971, se presentó para el Concejo Municipal de Filadelfia. Ese año, impulsado por una serie de fuertes actuaciones de debate, ella derrocó al actual concejal demócrata Thomas McIntosh en el Quinto Distrito. Con su elección, se convirtió en la primera mujer afroamericana en servir en el concejo municipal. Durante su mandato, patrocinó una legislación que resultó en la creación de la Comisión Juvenil de Filadelfia para ayudar a abordar los problemas con las pandillas urbanas. A medida que su perfil local aumentó, también aumentó su presencia nacional. En la Convención Nacional Republicana de 1976, Allen pronunció el discurso de respaldo en apoyo de la nominación del presidente Gerald Ford.

## Secretaria de la Commonwealth
En enero de 1979, el nuevo gobernador de Pensilvania Dick Thornburgh, nombró a Allen como la Secretaria de la Mancomunidad. Según los informes, Allen le había dicho a los líderes republicanos de la ciudad que rechazaría la oferta de Thornburgh si le aseguraban que tendría un camino sin obstáculos hacia la nominación del partido para las elecciones de Mayoral de ese año; cuando ella no recibió tales garantías, aceptó la oferta de Thornburgh.
En octubre de ese año, el gabinete de Thornburgh se vio sacudido por varias renuncias. Dos funcionarios, el Secretario de Salud y el Secretario del Trabajo, habían dimitido debido a la incomodidad en el gobierno y la incapacidad de trabajar eficazmente con sus colegas. Como resultado del mayor escrutinio puesto en su gabinete, Thornburgh se reunió con Allen para discutir las denuncias de absentismo e incorrección que se habían realizado contra ella. Según los informes, Allen estuvo ausente de su oficina de Harrisburg durante más de la mitad de un período de 40 días a principios de ese año, y supuestamente recibió honorarios por discursos que habían sido preparados por empleados estatales. Por su parte, Allen afirmó que sus ausencias eran necesarias para llevar a cabo sus deberes de manera efectiva, y que únicamente había usado a un trabajador estatal para ayudar a escribir dos discursos por los cuales había ganado un total de $ 1,000. Estos discursos, afirmó, representaron un pequeño porcentaje de la cantidad de discursos que ella había dado desde que asumió el cargo. Thornburgh, sin embargo, le pidió a Allen que renunciara, y cuando ella se negó a hacerlo, él la despidió.  Dos años antes, el gobernador Milton Shapp había despedido a Cynthia Delores Tucker, quien también se ocupaba del cargo de Secretaria de la Mancomunidad Británica, por usar empleados públicos para ayudar en la preparación de discursos.

## Vida posterior
El despido de Allen trajo una reacción significativa contra Thornburgh de la comunidad afroamericana y de varios grupos de derechos civiles. Algunos afirmaron que Allen se mantuvo en un estándar diferente debido a su color de piel, sexo o ambos; otros acusaron que las acciones del gobernador estaban motivadas políticamente.
Su destitución del gabinete de Thornburgh puso fin a su carrera política. Ella se ocupó por poco más de un año como médica clínica del Distrito escolar de Filadelfia con responsabilidades administrativas. En diciembre de 1981, falleció debido a complicaciones en una cirugía cardíaca de doble bypass vascular a que fue sometida. A menudo alentaba a los afroamericanos y a las mujeres a buscar un cargo político; de hecho, su amiga Augusta Clark se convertiría más tarde en la segunda mujer afroamericana en servir en el Concejo Municipal de Filadelfia, y eventualmente se convertiría en el «Látigo Mayoritario Democrático» —funcionario de un partido político cuya tarea es garantizar la disciplina del partido en una legislatura—.